# Franc Benko
Franc Benko, slovenski restavrator, in konservator, * 29. oktober 1915, Bled, † 15. julij 2003, Kew, Viktorija, Avstralija.

## Življenje in delo
V Ljubljani je študiral restavratorstvo in slikarstvo. Iz restavratorstva se je dodatno izpopolnjeval v Rijksmuseumu v Amsterdamu. Pozneje je bil restavrator v Haagu, kjer je obnovil vrsto slik slovitih nizozemskih slikarjev (Rembrandta, Renoira in drugih). Leta 1957 se je preselil v Avstralijo, kjer se je v Melbournu zaposlil pri Avstralski galeriji. Izdelal je mozaik za srbsko pravoslavno cerkev (1958) in mozaik sv. Cirila in Metoda za slovensko cerkev v Melbournu. (1968). 